# 登野城佑真
登野城 佑真（とのしろ ゆうま、1992年3月10日 - ）は、日本の俳優である。ジョビィキッズプロダクション所属を経て、現在はフリー。

## 出演

### 映画
- 釣りバカ日誌15 ハマちゃんに明日はない!?（2004年8月21日公開、松竹）
- 狼少女（2005年公開） - 市川俊二 役

### テレビドラマ
- 菊次郎とさき（テレビ朝日） - 大林 役
- 女と愛とミステリー 不倫調査員・片山由美4（2003年3月26日、テレビ東京） - 桑本春樹 役
- ほんとにあった怖い話 トンネルの中の少年（2004年9月7日、フジテレビ）
- ほんとにあった怖い話 何かがそこにいる（2005年1月24日、フジテレビ） - 信介 役
- 月曜ミステリー劇場 横山秀夫サスペンス モノクロームの反転（2005年6月13日、TBS）
- 女王の教室（2005年7月2日 - 9月17日、日本テレビ） - 黒木秀樹 役
- たったひとつの恋（2006年10月 - 12月、日本テレビ）
- 演歌の女王（2007年1月 - 3月、日本テレビ）
- わたしたちの教科書（2007年4月12日 - 6月28日、フジテレビ） - 山藤拓巳 役
- バッテリー（2008年、NHK） - 奥平 役
- 刑事一代 平塚八兵衛の昭和事件史（2009年、テレビ朝日） - 平塚正雄 役

### CM
- すかいらーく

### WEBアニメ
- 病気になったパソコンマン 第1話（NTT） - パソコンマン 役

### プロモーションビデオ
- SMAP『友だちへ〜Say What You Will〜』
- KILLING SKILL 48

### 舞台
- はっぴぃはっぴぃどりーみんぐ
  - はっぴぃはっぴぃどりーみんぐvol.2「HIDEYOSHI」（2013年4月9日 - 14日、山王フォレスト大森THEATER）- 島野明 役[1]
  - はっぴぃはっぴぃどりーみんぐvol.3「大正浪漫探偵譚」（2013年7月27日 - 8月1日、八幡山ワーサルシアター）- 東堂解 役[2]
  - はっぴぃはっぴぃどりーみんぐvol.4「呪解伝」（2013年10月11日 - 13日、明石スタジオ）- サクラ 役[3]
  - はっぴぃはっぴぃどりーみんぐvol.5「WILD HALF〜奇跡の確率〜」（2014年1月9日 - 11日、池袋イーストステージ コアいけぶくろ）- 王牙 役[4]
  - はっぴぃはっぴぃどりーみんぐvol.6「HIDEYOSHI」再演（2014年3月25日 - 30日、八幡山ワーサルシアター）- 島野明 役[5]
- ライブ・スペクタクル『NARUTO-ナルト-』（2015年3月21日 - 4月5日、AiiA 2.5 Theater Tokyo / 4月10日 - 12日、キャナルシティ劇場 / 4月17日 - 19日、梅田芸術劇場 メインホール / 4月23日 - 25日、多賀市民会館 大ホール / 4月29日 - 5月10日、AiiA 2.5 Theater Tokyo / 5月22日 - 24日、マカオ / 5月30日 - 31日、マレーシア / 6月6日 - 7日、シンガポール）- ガトー 役[6]
- ミュージカル『テニスの王子様』3rdシーズン - 新渡米稲吉 役[7]
  - ミュージカル『テニスの王子様』3rdシーズン 青学vs山吹 （2015年12月24日 - 2016年2月21日、TOKYO DOME CITY HALL 他）[8]
  - ミュージカル『テニスの王子様』TEAM Live YAMABUKI（2016年3月18日 - 20日・3月30日 - 4月3日、AiiA 2.5 Theater Tokyo 他）[9]
  - ミュージカル『テニスの王子様』コンサート Dream Live 2016（2016年5月13日 - 22日、パシフィコ横浜 国立大ホール 他）[10]
  - ミュージカル『テニスの王子様』3rdシーズン 青学vs氷帝（2016年7月14日 - 9月25日、TOKYO DOME CITY HALL 他）[11]
  - ミュージカル『テニスの王子様』コンサート Dream Live 2017（2017年5月26日 - 28日、横浜アリーナ）[12]
  - ミュージカル『テニスの王子様』秋の大運動会 2019（2019年10月8日 - 9日、横浜アリーナ）[13]
  - Thank-you Festival 2020（2020年2月28日、カルッツかわさき ホール）※本人として登壇[14][15]
- 舞台『バグバスターズ』
  - 舞台『バグバスターズ』（2016年11月30日 - 12月4日、俳優座劇場）- 香本鉄平 役[16]
  - 舞台『バグバスターズ3』（2017年11月29日 - 12月3日、俳優座劇場）- 下柳達哉 役[17]
  - 舞台『バグバスターズ』―Stage BLUE―（2018年3月21日 - 25日、俳優座劇場）※ゲスト出演[18]
- 『ちっちゃな英雄（ヒーロー）』（2016年12月22日 - 2017年3月13日、サンリオピューロランド内）- Team Heart・ジョージ 役
- 『アイ★チュウ ザ・ステージ～』- 黎朝陽 役[19]
  - アイ★チュウ ザ・ステージ～Stairway to Étoile～』（2017年8月25日 - 27日、サンケイホールブリーゼ / 9月6日 - 10日、サンシャイン劇場）[19]
  - 『アイ★チュウ ザ・ステージ～Stairway to Étoile 2018～』（2018年2月23日 - 3月1日、サンシャイン劇場）[20][21]
  - 『Live!! アイ☆チュウ ザ・ステージ〜les quatre saisons〜』（2018年7月16日、東京国際フォーラム ホールC）[22]
  - 『アイ★チュウ ザ・ステージ～Rose Ecarlate～』（2019年4月21日、シアター1010）※日替わりゲスト[23]
  - 『Live!!! アイ★チュウ ザ・ステージ～Planète et Fleurs～』（2019年7月27日、調布市グリーンホール）[24]
  - 『アイ★チュウ ザ・ステージ～Après la pluie～』（2020年10月16日 - 18日、シアター1010 / 10月21日 - 25日、東京建物 Brillia HALL）[25]
  - 『Live!!!! アイ★チュウ ザ・ステージ～Éclat des fleurs～』（2023年2月18日 - 19日、新宿文化センター 大ホール）[26]
  - 『アイ★チュウ ファイナルシーズンVol.2〜Persona / Bal masque〜』（2025年8月20日 - 24日〈予定〉、ところざわサクラタウン）[27]
- 舞台『逆転検事～逆転のテレポーテーション～』（2017年11月2日 - 7日、全労済ホール / スペース・ゼロ）- 仲酉モツ夫 役[28]
- 『アニドルカラーズ！キュアステージ』- 土岐結人 役
  - 『アニドルカラーズ！キュアステージ ～シリウス学園編～』（2018年6月30日 - 7月1日、7月7日 - 8日、シアターGロッソ）[29]
  - 『アニドルカラーズ！キュアステージ』（2019年1月12日 - 14日、1月18日 - 20日、シアターGロッソ）[30]
  - 『アニドルカラーズ！キュアステージ ～シリウス学園編～』（2020年8月27日 - 9月2日、シアター1010）（全公演中止）[31]
  - 『アニドルカラーズ！キュアステージ SHUFFLE REVUE』（2021年2月10日 - 14日、シアター1010）[32]
  - 『アニドルカラーズ！キュアステージ -Jump to the Future-』（2022年5月27日 - 31日、オルタナティブシアター）[33]
- Otona Project
  - Otona Project 第十三弾 演劇ユニット【爆走おとな小学生】第六回全校集会『初等教育ロイヤル』（2018年4月4日 - 8日、シアターサンモール）- 3年生佐々木くん 役[34]
  - Otona Project 第十七弾 演劇ユニット【爆走おとな小学生】第七回全校集会『勇者セイヤンの物語～ノストラダム男の大予言～』 （2018年7月25日 - 29日、CBGKシブゲキ!!） - マカロニ王子 役[35]
  - Otona Project 第二十二弾 演劇ユニット【爆走おとな小学生】第八回全校集会『舞台版「魔法少女(?)マジカルジャシリカ」☆第壱磁マジカル大戦☆』（2019年3月13日 - 17日、シアターサンモール）- バチカンジャンケン 役[36][37]
  - Otona Project第二十三弾 演劇ユニット【爆走おとな小学生】第九回全校集会 『舞台版「魔法少女(?)マジカルジャシリカ」♡アニメ版なんてありません♡』（2019年4月10日 - 14日、CBGKシブゲキ!!）- ゴシップ舞子 役[36][38]
  - Otona Project 第二十五弾 演劇ユニット【爆走おとな小学生】第九回課外授業『ミーンナジブンガカワユス』（2019年7月25日、劇場MOMO）- KEN 役 ※日替わりゲスト[39][40]
  - Otona Project 第二十六弾 演劇ユニット【爆走おとな小学生】第十一回全校集会『舞台版「魔法少女(?)マジカルジャシリカ-マジカル零-ZERO-」』（2019年9月5日 - 16日、CBGKシブゲキ!!）- 原田ケンサブロウ 役[41]
  - Otona Project 第二十九弾 演劇ユニット【爆走おとな小学生】第十回課外授業『Office-9no1-』（2020年2月27日 - 3月8日、CBGKシブゲキ!!）- 天邪鬼 役[42]
  - Otona Project 第三十四弾 演劇ユニット【爆走おとな小学生】第十二回課外授業『コトバノコトバ』（2021年3月17日 - 21日、シアターサンモール）- カルロス 役[43]
  - Otona Project 第三十九弾 演劇ユニット【爆走おとな小学生】第十四回課外授業『タツノオトシゴ』（2022年2月10日 - 13日、CBGKシブゲキ!!）- 神様 役 ※Wキャスト
- ナイスコンプレックス プロデュース公演 
  - ナイスコンプレックス プロデュース公演 NP#1『12人の怒れる男』（2018年9月20日 - 24日、サンモールスタジオ）- 陪審員第1号 役[44][45]
  - ナイスコンプレックス プロデュース公演 NP#3『12人の怒れる男』（2019年7月17日 - 21日、TACCS1179）[46]
  - ナイスコンプレックス プロデュース公演 NP#5『12人の怒れる男』（2020年7月23日 - 27日、博品館劇場 / 8月14日 - 16日、ABCホール）- Aチーム・陪審員第2号 役[47]
  - ナイスコンプレックス プロデュース公演 第6弾『12人の怒れる男』（2021年7月30日 - 8月1日、大阪市立芸術創造館 / 8月12日 - 15日、赤坂RED/THEATER）- 大阪Aチーム / 東京Bチーム・陪審員2号 役[48]
- 朱を喰らうモノの月（2018年10月31日 - 11月4日、新宿村LIVE）- ジュド 役[49]
- 舞台『信長の野望・大志』夢幻 ～本能寺の変～（2019年5月21日 - 26日、シアター1010）- 石川数正 役[50]
- 劇団TEAM-ODAC第33回本公演『キクネ～僕らに出来ること～』（2019年12月13日 - 23日、草月ホール）- 大内勇人 役[51][52]
- 東京印 vol.18「『げんせんじゃ～！』～宝や旅館～2020」（2020年7月8日 - 12日、CBGKシブゲキ!!）- 川治まさる（ブルー） 役[53][54]
- 渋谷ニコルソンズ×Monkey Works.提携舞台公演『お通夜イレブン』（2021年9月8日 - 12日、草月ホール）（公演延期）[55]
- おおばかもの～メレンゲとわすれもの～（2021年11月17日 - 21日、草月ホール）- 芝居演技 役[56]
- GREEN FESTA 2022 参加作品『ゴーストたちの純情』（2022年1月20日 - 23日、シアターグリーン BIG TREE THEATER）
- BAlliSTA IMPRESSION
  - BAlliSTA IMPRESSION vol.14 短編朗読劇公演『思い出販売所-復讐編-』（2022年3月12日 - 13日、こった創作空間）
  - BAlliSTA IMPRESSION vol.16 短編朗読劇公演『手紙』（2022年6月25日 - 26日、こった創作空間）※ 25日のみ出演
  - BAlliSTA IMPRESSION vol.17 短編朗読劇公演『to live-シャッターの向こう側-』（2022年11月11日 - 13日、荻窪小劇場）
- 舞台『魔界』
  - 第69回 魔界 〜BLACK NIGHT〜（2022年5月13日、かめありリリオホール）
  - 第71回 魔界 -Stormbringer-（2022年9月15日、かめありリリオホール）
  - 第72回 魔界 -SOLDIER OF FORTUNE-（2022年12月1日、かめありリリオホール）
  - 第74回 魔界 -SHADOWS OF WAR-（2023年3月16日、かめありリリオホール）

- 演劇集団アトリエッジ 戦争三部作 第３弾『流れる雲よ2022』（2022年8月17日 - 21日、六行会ホール）
- パフォーマンスプラスピエロ 第4回本公演『黄昏の光』（2022年9月7日 - 11日、中目黒キンケロ・シアター）
- 劇団クラゲ荘プロデュース公演 『十年希望 ～ぼくらのSentimental Journey～』（2022年12月7日 - 11日、中目黒キンケロ・シアター）
- OH!MY!GOD!2023（2023年2月10日 - 12日、博品館劇場）
- 劇団アルファープロデュース公演 vol.40『日本三文オペラ』（2023年4月5日 - 12日、シアターグリーン BIG TREE THEATER）
- 舞台『Go Forward！』（2023年6月16日 - 22日、かめありリリオホール）[57]
- ミュージカル『青春-AOHARU-鉄道』 - 日比谷線 役
  - ミュージカル『青春-AOHARU-鉄道』〜地下の中心で愛をさけんだMétro〜（2023年12月21日 - 31日、品川プリンスホテル クラブeX）[58]
  - ミュージカル『青春-AOHARU-鉄道』6 〜ハッピーレール大作戦〜（2024年7月4日 - 15日、天王洲 銀河劇場 / 7月19日 - 7月21日、AiiA 2.5 Theater Kobe）
  - ミュージカル『青春-AOHARU-鉄道』コンサート Rails Live 2025（2025年11月22日 - 24日〈予定〉、TACHIKAWA STAGE GARDEN）[59]